# Temporada de tufões no Pacífico de 2010
A temporada de tufões do Pacífico de 2010, com 14 tempestades nomeadas, é a temporada de tufões do Pacífico menos ativa já registrada. Sete deles se fortaleceram em tufões, enquanto um atingiu a intensidade do super tufão. A temporada de tufões no Pacífico durante 2010 foi de facto menos ativa do que a temporada de furacões no Atlântico de 2010, com apenas duas outras ocorrências desse acontecimento, 2005 e 2020 (no entanto, estas duas foram hiperativas em termos de tempestades tropicais, 28 na primeira e 30 na última). No mesmo ano, a temporada de furacões no Pacífico quebrou o mesmo recorde, sendo a temporada menos ativa já registrada. Durante a temporada, nenhuma tempestade atingiu a costa do Japão continental, apenas a segunda ocorrência desse tipo desde 1988. Além disso, todas as 14 tempestades nomeadas se desenvolveram a oeste de 150°E.
A temporada decorreu ao longo de 2010, embora a maioria dos ciclones tropicais tendem a se desenvolver entre maio e outubro. A primeira tempestade nomeada da temporada, Omais, se desenvolveu em 24 de março, enquanto a última tempestade nomeada da temporada, Chaba, se dissipou ou se tornou extratropical em 30 de outubro. Durante a temporada, apenas três tempestades foram notáveis. O Tufão Kompasu foi a tempestade mais forte a atingir a Coreia do Sul em 15 anos. Em setembro, o Tufão Fanapi atingiu Taiwan e a China, causando grandes danos nos dois países. Durante o mês de outubro, o Tufão Megi atingiu seu pico de intensidade com uma pressão barométrica mínima de 885 hPa, tornando-se um dos tufões mais intensos já registrados. Além disso, uma rara tempestade subtropical se desenvolveu em dezembro e se intensificou na tempestade tropical Omeka, onde cruzou a bacia.
O escopo deste artigo é limitado ao Oceano Pacífico ao norte do equador entre meridiano 100°E e 180º. No noroeste do Oceano Pacífico, existem duas agências separadas que atribuem nomes a ciclones tropicais, o que geralmente pode resultar em um ciclone com dois nomes. Agência Meteorológica do Japão (JMA) nomeará um ciclone tropical caso seja considerado que ele tenha velocidades de vento sustentadas de 10 minutos de pelo menos 65 km/h em qualquer lugar da bacia, enquanto a Administração de Serviços Atmosféricos, Geofísicos e Astronômicos das Filipinas (PAGASA) atribui nomes a ciclones tropicais que se movem ou se formam como uma depressão tropical em sua área de responsabilidade localizada entre os meridionos 135°E e 115°E e entre 5°N–25°N, independentemente de um ciclone tropical já ter ocorrido ou não. foi dado um nome pelo JMA. Depressões tropicais monitoradas pelo Joint Typhoon Warning Center dos Estados Unidos (JTWC) recebem um número com um sufixo "W".

## Previsões sazonais
| Previsão TSR Data     | Tempestades tropicais | Total Tufões                  | Intenso TCs                   | ECA                      | Ref   |
| --------------------- | --------------------- | ----------------------------- | ----------------------------- | ------------------------ | ----- |
| Média (1965–2009)     | 26,6                  | 16,6                          | 8,6                           | 299                      | [ 1 ] |
| 8 de março de 2010    | 24,2                  | 14,8                          | 8,1                           | 284                      | [ 1 ] |
| 5 de maio de 2010     | 24,1                  | 14,6                          | 9,2                           | 321                      | [ 2 ] |
| 6 de julho de 2010    | 23,0                  | 13,6                          | 6,7                           | 236                      | [ 3 ] |
| 4 de agosto de 2010   | 22,8                  | 13,4                          | 6,1                           | 217                      | [ 4 ] |
| Outras previsões Data | Centro Previsão       | Período                       | Período                       | Sistemas                 | Ref   |
| 7 de janeiro de 2010  | PAGASA                | 1 de janeiro — 31 de dezembro | 1 de janeiro — 31 de dezembro | 19 ciclones tropicais    | [ 5 ] |
| 30 de junho de 2010   | CWB                   | 1 de janeiro — 31 de dezembro | 1 de janeiro — 31 de dezembro | 20–23 ciclones tropicais | [ 6 ] |
| 5 de julho de 2010    | PAGASA                | 1 de janeiro — 31 de dezembro | 1 de janeiro — 31 de dezembro | 13–15 ciclones tropicais | [ 7 ] |
|                       | Centro previsões      | Ciclones tropicais            | Tempestades tropicais         | Tufões                   | Ref   |
| Atividade atual:      | JMA                   | 28                            | 14                            | 7                        |       |
| Atividade atual:      | JTWC                  | 19                            | 14                            | 9                        |       |
| Atividade atual:      | PAGASA                | 11                            | 10                            | 5                        |       |

A cada temporada, vários serviços meteorológicos nacionais e agências científicas preveem quantos ciclones tropicais, tempestades tropicais e tufões se formarão durante uma temporada e/ou quantos ciclones tropicais afetarão um determinado país.

### Universidade da Cidade de Hong Kong
Desde a temporada de tufões no Pacífico de 2000, o Guy Carpenter Asia-Pacific Climate Impact Center (GCACIC), da Universidade da Cidade de Hong Kong (CityUHK), emitiu previsões de atividade para cada próxima temporada de tufões. As previsões sobre o número de ciclones tropicais, tempestades tropicais e tufões que ocorreriam em 2010 no Pacífico Ocidental foram divulgadas em abril e junho. Pela primeira vez este ano, o GCACIC emitiu previsões em maio e julho, que previam quantos ciclones tropicais atingiriam o sul da China e passariam dentro de 100 km da Península Coreana ou do Japão durante 2010.
Em sua previsão de abril de 2010; O GCACIC previu que 28 ciclones tropicais, 24 tempestades tropicais e 16 tufões se formariam no oeste do Pacífico Norte este ano. No entanto, em sua previsão de junho, o GCACIC informou que agora esperava apenas 27 ciclones tropicais, 23 tempestades tropicais e 15 tufões durante a temporada. Como resultado de suas previsões, o GCACIC também previu que a atividade de ciclones tropicais estaria abaixo da média pelo décimo segundo ano consecutivo. Em maio, o GCACIC previu que, entre maio e dezembro, seis ciclones tropicais atingiriam o sul da China e outros seis ciclones tropicais atingiriam ou passariam dentro de 100 km da Península da Coreia ou do Japão. Em julho, o GCACIC previu que, entre julho e dezembro, três ciclones tropicais atingiriam o sul da China, enquanto quatro ciclones tropicais atingiriam ou passariam dentro de 100 km da Península da Coreia ou do Japão.

### Consórcio de Risco de Tempestade Tropical
Desde a temporada de tufões no Pacífico de 2000, o Consórcio de Risco de Tempestades Tropicais (TSR) da University College of London emitiu previsões de atividade para cada temporada de tufões que se aproxima. As previsões sobre o número de tempestades tropicais, tufões e tufões intensos que ocorrerão em 2010 no Pacífico Ocidental foram divulgadas em março, maio, julho e agosto. Em sua previsão de março, a TSR previu que a temporada veria a atividade próxima à média com 26 tempestades tropicais, 16 tufões e sete tufões intensos se desenvolvendo durante a temporada. Em sua previsão de maio, enquanto reduzia sua previsão inicial para a quantidade de tempestades tropicais e tufões, a TSR continuou a prever que a temporada veria atividade próxima à média, com 24 tempestades tropicais, 15 tufões e nove tufões intensos se desenvolvendo durante a temporada. Em sua previsão de julho, a TSR reduziu significativamente sua previsão e informou que agora esperava que a atividade estivesse 20% abaixo da média, com 23 tempestades tropicais 14 tufões e sete tufões intensos se desenvolvendo durante a temporada. Em sua previsão de agosto, a TSR previu que a atividade seria 25% - 30% abaixo da média com 23 tempestades tropicais, 13 tufões e seis tufões intensos se desenvolvendo durante a temporada. A TSR também previu que, se a previsão de agosto se concretizasse, a temporada estaria entre os 25% mais baixos.
A Administração de Serviços Atmosféricos, Geofísicos e Astronômicos das Filipinas (PAGASA) informou em 7 de janeiro que esperava um total de 19 ciclones tropicais passando pela área de responsabilidade das Filipinas em 2010. Em 23 de março, o Observatório de Hong Kong (HKO) previu que menos de seis ciclones tropicais afetariam Hong Kong durante a temporada. Por estar sob a influência de um enfraquecimento do El Niño, o HKO também previu que as chances de um ciclone tropical afetar Hong Kong antes de junho não eram altas. Depois que o Vietnã foi atingido pela depressão tropical 01W em janeiro, o Centro Nacional Vietnamita de previsões hidrometeorológicas previu em maio que 6–7 ciclones tropicais afetariam o Vietnã em 2010. Enquanto o Departamento Meteorológico da Tailândia previu que um ou dois ciclones tropicais afetariam a Tailândia entre agosto e novembro. Em 30 de junho, o Escritório Central de Meteorologia de Taiwan de Taiwan previu que a temporada de 2010 estaria abaixo de sua média climática normal de 26,6 e previu que 20 a 23 tempestades tropicais ocorreriam no Pacífico Ocidental durante 2010. O Central Weather Bureau também previu que entre duas e quatro tempestades tropicais afetariam Taiwan em 2010. Após o lento início da temporada, em 5 de julho, a PAGASA informou que agora esperava apenas 13 a 15 ciclones tropicais para passar pela região.

## Resumo sazonal
O primeiro ciclone tropical da temporada; A depressão tropical 01W se formou em 18 de janeiro, cerca de 300 km a nordeste de Brunei. Durante os próximos 2 dias, a depressão se moveu rapidamente e atingiu o Vietnã e se dissipou no Camboja em 20 de janeiro. A depressão causou 3 mortes e causou US $ 243.000 em danos ao Vietnã.  Depois que 01W se dissipou, o Pacífico Ocidental tornou-se inativo até que a tempestade tropical Omais se formou por volta de 325 km ao sudeste da Ilha Chuuk em 22 de março. Durante os próximos dias, Omais impactou as ilhas micronésias de Woleai, Fais Ulithi e Yap, antes de se mudar para a área de responsabilidade das Filipinas e ser nomeado como Agaton pela PAGASA. No entanto, Omais (Agaton) se dissipou em 26 de março antes que pudesse afetar as Filipinas. Depois que Omais se dissipou houve 2 depressões tropicais não em desenvolvimento apenas monitoradas pela JMA em abril e junho antes de 11 de julho o primeiro tufão da temporada: Conson formado. Conson rapidamente se intensificou, tornando-se um tufão no dia seguinte, antes de chegar às Filipinas em 13 de julho.
Ao todo, foram 14 nomeou tempestades tropicais durante a temporada, que foi a mais baixa já registrada; isso foi 2 menos que o recorde anterior estabelecido em 1998, e 12,7 abaixo da média de 26,7 tempestades. Embora a atividade tenha ficado abaixo do normal ao longo do ano, a época mais calma do ano, no que diz respeito à climatologia, foi de outubro a dezembro. Apenas duas tempestades se formaram durante o período de tempo, que foi de 5,7 menos que a média. A inatividade geral deveu-se a uma variedade de condições meteorológicas, incluindo diminuição da vorticidade e supressão da convecção. Durante o verão de 2010, a atividade convectiva no sudeste da Ásia foi deslocada para o norte do Oceano Índico devido aos ventos na atmosfera superior. No entanto, as temperaturas da superfície do mar estavam acima do normal devido ao La Niña em andamento, apesar de ser um fator tipicamente favorável na ciclogênese tropical.

## Sistemas

### Depressão tropical 01W
Em 16 de janeiro, uma área desorganizada de baixa pressão se formou no sul do Mar da China. No dia seguinte, intensificou-se gradualmente em um distúrbio tropical fraco pelo JTWC. No início de 18 de janeiro, o JMA informou que foi atualizado para uma depressão tropical que se formou na monção do nordeste por volta de 320 km ao noroeste de Bandar Seri Begawan em Brunei. O centro de circulação de baixo nível da depressão foi parcialmente exposto e localizado dentro de uma área de moderado a forte cisalhamento vertical do vento. No entanto, nas 12 horas seguintes, enquanto a depressão se movia em direção ao Vietnã, o centro de circulação de baixo nível consolidou-se rapidamente e tornou-se bem definido depois que o cisalhamento vertical do vento ao redor do sistema relaxou. Como resultado disso, o JTWC iniciou alertas sobre a depressão, designando-a como depressão tropical 01W. Durante o dia seguinte, a depressão enfraqueceu com o centro de circulação de baixo nível ficando parcialmente exposto, à medida que se movia sobre uma área de temperaturas frias da superfície do mar. Como resultado disso, o JTWC emitiu seu comunicado final sobre o sistema mais tarde naquele dia. A depressão então atingiu o Vietnã perto de Gò Công no início de 20 de janeiro, antes que o JMA emitisse seu aviso final mais tarde naquele dia, quando o sistema se dissipou sobre o Camboja.
Dentro do Vietnã, fortes ondas causadas pela depressão tropical, causando a morte de três pessoas, enquanto remavam seus barcos para encontrar abrigo.

### Tempestade tropical Omais (Agaton)
Em 18 de março, o JTWC informou que uma área de convecção atmosférica profunda persistiu cerca de 325 km ao sudeste da Ilha Chuuk, no sul da Micronésia. Nesta fase, a convecção profunda mal organizada estava localizada sobre um centro de circulação de baixo nível e estava em uma área de baixo cisalhamento do vento. Nos dias seguintes, tanto o centro de circulação de baixo nível quanto a convecção profunda gradualmente se organizaram melhor, levando à emissão de um Alerta de Formação de Ciclone Tropical no final de 20 de março Durante o dia seguinte, a convecção continuou a se formar sobre o centro de circulação de baixo nível, que se tornou bem definido enquanto se movia ao redor da cordilheira subtropical. O JTWC então iniciou alertas sobre o sistema mais tarde naquele dia, designando-o como depressão tropical 02W, embora o JMA não tenha designado o sistema como uma depressão tropical até o início de 22 de março Durante 22 de março, o desenvolvimento do sistema foi prejudicado por um anticiclone a leste do sistema que causou cisalhamento de vento moderado a forte. No início do dia seguinte, o JTWC transformou a depressão em uma tempestade tropical e, em 24 de março, o JMA a transformou na tempestade tropical Omais, a primeira da temporada. No final de 25 de março, o JTWC rebaixou Omais para força de depressão tropical. Depressão tropical Omais recuperou o status de tempestade tropical no final de 26 de março, quando estava se tornando extratropical.

### Depressão tropical Sem nome
Em 24 de abril, formou-se uma área de baixa pressão a cerca de 140 km a oeste da Ilha de Palau. No dia seguinte, a perturbação começa a se mover para o oeste. Ao mesmo tempo, a perturbação repentinamente se fortaleceu e seu LLCC começou a se consolidar, bem como bandas significativas em todo o sistema e localizadas sobre moderado cisalhamento vertical do vento. No início de 26 de abril, o distúrbio rapidamente se fortaleceu novamente e estava começando a ser intensificado por uma célula tropical superior troposférica (TUTT) a nordeste do sistema, enquanto o JMA o transformou em uma depressão tropical. Mais tarde naquele dia, a depressão atingiu a cidade de Davao e a fronteira de Surigao del Sur e cruzou o centro de Mindanao. No início de 27 de abril, a JMA rebaixou a depressão para uma área de baixa pressão enquanto ela estava localizada nas proximidades da Ilha de Sulu. Nos próximos dias, a baixa pressão começa a mover-se para noroeste em direção ao Mar da China Meridional. Ao mesmo tempo, a baixa pressão cruzou a Ilha de Palawan na tarde de 29 de abril. No dia seguinte, a baixa pressão localizou-se a cerca de 415 km de Manila. Na noite desse dia, a baixa pressão foi vista pela última vez nas proximidades da área de Zambales e foi absorvida por um sistema frontal.
A depressão trouxe chuvas torrenciais para Mindanao, causando pequenas inundações na área. Nenhuma vítima foi relatada. Quando a depressão atingiu Sulu, foi rebaixada para um sistema de baixa pressão. No entanto, ainda causou fortes chuvas no leste de Visayas, sul de Luzon e Manila.
No início de 2 de junho, o JMA informou que uma área de baixa pressão havia se formado sobre a ilha de Ainão. Durante as próximas 36 horas, a área de baixa pressão moveu-se para o leste antes do final de 3 de junho, o JMA informou que o sistema se intensificou em uma depressão tropical enquanto localizava cerca de 600 km a noroeste de Manila, Filipinas. Nos dias seguintes, a depressão moveu-se para o noroeste antes que o JMA parasse de monitorar o sistema no início de 6 de junho

### Tufão Conson (Basyang)
O Tufão Conson evoluiu para uma depressão tropical no início de 11 de julho, antes de se transformar rapidamente na segunda tempestade tropical da temporada e ser nomeado Conson durante o dia seguinte. Durante aquela tarde, Conson continuou se intensificando antes que o JMA informasse que Conson havia atingido seu pico inicial de dez minutos com velocidades de vento sustentadas de 110 km/h, o que a tornou uma tempestade tropical severa na escala da JMA. Mais tarde naquele dia, o JTWC informou que Conson havia se intensificado em um tufão antes de relatar no início de 13 de julho do dia seguinte que havia atingido seu pico inicial de um minuto com velocidades de vento sustentadas de 110 km/h, o que o tornou um tufão de categoria 1 na escala de furacões Saffir-Simpson. Durante 13 de julho, Conson começou a enfraquecer ao interagir com as Filipinas antes de atingir a costa perto de General Nakar, Quezon. Enquanto sobre as Filipinas, Conson moveu-se para o oeste e passou por Manila antes de se mudar para o Mar da China Meridional no início de 14 de julho. Durante aquele dia, Conson enfraqueceu ainda mais sob a influência do alto cisalhamento do vento vertical antes de, no dia seguinte, o cisalhamento do vento vertical enfraquecer ligeiramente. Como resultado, Conson se intensificou sobre o Mar da China Meridional e se tornou um tufão no início de 16 de julho, com o JMA relatando velocidades de vento máximas sustentadas de 130 km/h em dez minutos., enquanto o JTWC relatou velocidades de vento de pico de um minuto de 150 km/h mais tarde naquele dia, quando passou perto da Ilha de Ainão. Depois de passar perto da ilha de Ainão, Conson mudou-se para uma área com altos níveis de cisalhamento vertical do vento e, como resultado, enfraqueceu rapidamente em uma tempestade tropical, antes de atingir o Vietnã em 17 de julho. Em 18 de julho, Conson se dissipou.
Na manhã de 13 de julho, o DEPED suspendeu todas as aulas do ensino fundamental e pré-escolar na região metropolitana de Manila e em algumas outras províncias. Todos os voos foram cancelados devido às fortes chuvas e ventos fortes trazidos por Conson. Inundações severas também foram relatadas na região de Bicol. Além disso, Conson afundou três embarcações pesqueiras na província de Catanduanes, nas Filipinas. O boletim das 6h do JTWC indicava que Conson estaria passando pela região metropolitana de Manila por volta das 2 ou 3 da manhã do dia seguinte, o que aconteceu.
No final da noite, Conson começou seu caminho para o oeste em direção ao Metro Manila. Chuvas fortes e ventos fortes castigaram a Metrópole durante a noite. às 11 À tarde, a PAGASA levantou alerta de tempestade no Metrô para o Sinal número dois. Às 12:42 am, Meralco cortou o fornecimento de energia para Metro Manila e áreas próximas em meio a vários relatos de que outdoors caíram através de linhas de energia ao redor da área; até 12 milhões de pessoas só na região metropolitana de Manila ainda têm seus serviços de energia restaurados à tarde. Pelo menos 26 pessoas morreram e 38 ficaram desaparecidas nas Filipinas como resultado da tempestade. A província de Laguna foi colocada em estado de calamidade como resultado da tempestade. Estima-se que P 47 milhões em produtos agrícolas foram danificados na província. Em 16 de julho, o Conselho Nacional de Coordenação de Desastres revisou o número de mortos para 38. A queda de energia também deixou o site da PAGASA offline.

### Tufão Chanthu (Caloy)
No início de 17 de julho, o JMA informou que uma depressão tropical havia se desenvolvido cerca de 220 km ao nordeste de Manila, Filipinas. Mais tarde naquele dia, o JTWC informou que a depressão tinha um pequeno centro de circulação de baixo nível com queima de convecção profunda a nordeste do centro. No entanto, como o centro de circulação de baixo nível estava localizado próximo à terra e não era muito organizado, o JTWC declarou que havia poucas chances de se tornar um ciclone tropical significativo em 48 horas. No entanto, durante esse dia, a depressão consolidou-se rapidamente com um anticiclone ajudando a desenvolver o centro de circulação de baixo nível. Como resultado, no início do dia seguinte, o JTWC emitiu um Alerta de Formação de Ciclone Tropical sobre a depressão, no entanto, eles pensaram que um maior desenvolvimento poderia ser prejudicado, pois estava localizado perto da terra. Enquanto se movia ao longo da borda sul da cordilheira subtropical, a Depressão atingiu a província de Aurora às 06:00 UTC, antes que o JTWC iniciasse os alertas mais tarde naquela manhã, já que o centro de circulação de baixo nível havia se consolidado e o escoamento em direção aos pólos para o vale troposférico superior tropical havia melhorado. No final de 19 de julho, a PAGASA emitiu seu último aviso sobre a tempestade tropical Caloy, pois ela havia saído de sua área de responsabilidade. Após o desenvolvimento do sistema, a PAGASA afirmou que as chuvas do sistema poderiam desencadear deslizamentos de terra e inundações em Aurora, na região de Bicol e Quezon. Ao longo de Aurora, fortes chuvas provocaram inundações repentinas que destruíram pelo menos uma casa e deixaram centenas de moradores presos. O Paltic barangay, dentro de Dingalan, tornou-se inacessível para as equipes de resgate depois que o rio local transbordou e destruiu as encostas próximas.
Em Luzon, fortes chuvas provocaram enchentes que destruíram pelo menos uma casa e deixaram milhares de pessoas presas. Oito pessoas foram mortas nas Filipinas. Quando as faixas de chuva de Chanthu passaram por Hong Kong, fortes chuvas provocaram graves inundações em todo o território. O Sinal de Tempestade Negra foi emitido. Duas pessoas morreram afogadas e encontradas mortas, e duas ainda estão desaparecidas. Ao todo, 9 pessoas foram mortas no sul da China, e as perdas econômicas totais foram calculadas em CNY 5,54 bilhões (US$ 817,7 milhões).

### Depressão tropical Sem nome
No início de 17 de julho, uma área de baixa pressão formou cerca de 415 km, sudeste de Okinawa, Japão. No dia seguinte, a baixa pressão começou a mover-se lentamente para noroeste. Na noite de 18 de julho às 12:00 (UTC), o JMA informou que a baixa pressão se intensificou em uma pequena depressão tropical. No mesmo dia, afetou Okinawa. No dia seguinte, a depressão continuou a se mover para noroeste até que no início de 20 de julho a depressão foi absorvida pelo sistema frontal. No mesmo dia, a Agência Meteorológica do Japão emitiu seu comunicado final sobre a depressão.
No início de 24 de julho, o JMA informou que uma depressão tropical havia se formado cerca de 50 km a leste de Taipei, Taiwan. A depressão estava em uma área de cisalhamento vertical moderado e tinha uma ampla circulação de baixo nível. Mais tarde, no dia seguinte, 25 de julho, a depressão atingiu o condado de Yilan antes que o JMA parasse de monitorar a depressão à medida que ela se dissipava perto da costa da província de Fujian.

### Depressão tropical
No final de 26 de julho, o JMA informou que uma depressão tropical havia se formado na costa da província de Zhejiang, dentro de um vale das monções a cerca de 400 km ao sul de Xangai, China. Durante o dia seguinte a depressão manteve-se no mar e moveu-se para norte passando cerca de 120 km ao sudeste de Xangai antes do enfraquecimento de 28 de julho em uma área de baixa pressão. Durante aquele dia, a área de baixa pressão continuou se movendo para o norte antes de se dissipar mais tarde naquele dia, afetando a Coreia do Sul.

### Tempestade tropical Domeng
No final de 2 de agosto, a PAGASA informou que uma área de baixa pressão havia se formado dentro da Zona de Convergência Intertropical cerca de 570 km a nordeste de Virac, Catanduanes. No início do dia seguinte, a PAGASA informou que a área de baixa pressão havia se intensificado em uma depressão tropical e a batizou de Domeng. Durante esse dia, Domeng interagiu com outra área de baixa pressão localizada ao norte do sistema, antes de se fundir com ela no início de 4 de agosto. Depois que Domeng se fundiu com a área de baixa pressão, a PAGASA informou que Domeng se intensificou em uma tempestade tropical e atingiu seu pico de 10 minutos com ventos sustentados de 65 km/h. Mais tarde naquele dia, a PAGASA informou que Domeng havia enfraquecido em uma depressão tropical, antes de relatar no início do dia seguinte que depois de passar pelas Ilhas Babuyan, Domeng havia enfraquecido em uma área de baixa pressão.
Em Luzon, as fortes chuvas produzidas pela tempestade causaram alguns deslizamentos de terra, causando o fechamento de estradas. No mar, três pessoas se afogaram depois que seu barco virou em meio ao mar agitado produzido por Domeng.

### Tempestade tropical severa Dianmu (Ester)
No início de 6 de agosto, o JTWC informou que um distúrbio tropical se formou dentro do giro das monções por volta de 800 km sudeste de Taipei, Taiwan. Mais tarde naquele dia, a PAGASA informou que a perturbação havia se desenvolvido em uma depressão tropical e a batizou de Ester, antes que o JTWC emitisse um Alerta de Formação de Ciclone Tropical no início do dia seguinte. Durante aquele dia, o JMA começou a monitorar a depressão antes que o JTWC a designasse como depressão tropical 05W. A depressão foi então transformada em uma tempestade tropical pelo JMA e batizada de "Dianmu", a mãe do raio no folclore chinês, com o JTWC seguindo o exemplo logo depois. No início do dia seguinte, o JMA transformou ainda mais a tempestade tropical em uma tempestade tropical severa. Depois de se mover para o norte por vários dias, virou para o nordeste e atingiu o sul da Coreia do Sul. Dianmu enfraqueceu quando cruzou a península coreana e emergiu no Mar do Japão.
As fortes chuvas produzidas pela tempestade mataram uma pessoa em um navio de carga que afundou em meio ao mar agitado produzido pela tempestade. Na Coreia do Sul, pelo menos 5 pessoas foram mortas por Dianmu em incidentes relacionados a enchentes. Isso marcou a primeira vez em nove anos que uma fatalidade relacionada à chuva ocorreu na capital Seul. Mais de 3 000 casas foram destruídas no leste da China depois que fortes chuvas das faixas externas de Dianmu atingiram a região. A tempestade atingiu o Japão; sair do país em cinco horas. Fortes chuvas foram relatadas em todas as ilhas.
Quase uma semana depois que os dois navios afundaram na costa das Filipinas, 31 tripulantes foram confirmados como mortos após várias tentativas de resgate da guarda costeira. Danos da tempestade na Ilha de Jeju totalizaram 5 bilhões de won (US$ 4,2 milhão).

### Tempestade tropical Mindulle
No início de 17 de agosto, uma área de baixa pressão formou cerca de 415 km, a nordeste da cidade de Tuguegarao. No dia seguinte, a perturbação começou a se mover para o oeste. No entanto, na noite de 18 de agosto, ao cruzar as Ilhas Babuyan, o centro de baixo nível (LLC) do distúrbio enfraqueceu devido à interação com a terra e ao alto cisalhamento vertical do vento. Regenerou-se em 20 de agosto, quando foi localizado a cerca de 280 km, a oeste da cidade de Dagupan. No início do dia seguinte, a perturbação começou a se mover para o oeste e localizada em temperaturas de água mornas e condições favoráveis com cisalhamento de vento vertical moderado. Ao mesmo tempo, o LCC do distúrbio tornou-se parcialmente exposto devido a um vale troposférico superior tropical (TUTT) que estava se desenvolvendo em Luzon naquela época. Na tarde daquele dia, a Agência Meteorológica do Japão (JMA) atualizou o sistema para uma depressão tropical.  No dia seguinte, eles transformaram a depressão em uma tempestade tropical e a chamaram de "Mindulle". Ao mesmo tempo, o JTWC informou que a depressão tropical 06W se intensificou para uma tempestade tropical. Tornou-se um tufão e atingiu o Vietnã. Devido à interação com a terra, Mindulle enfraqueceu rapidamente em 25 de agosto e se dissipou totalmente e fez seu aviso final bem cedo em 26 de agosto.
À medida que a tempestade se aproximava do Vietnã, milhares de pescadores foram instados a retornar ao porto. De acordo com autoridades vietnamitas, o contato foi perdido com 10 embarcações em 24 de agosto e os 137 pescadores nos navios foram dados como desaparecidos. Fortes chuvas generalizadas, com pico de 297 mm, levou a inundações significativas e perdas agrícolas em todo o Vietnã. Em todo o país, pelo menos 10 pessoas foram mortas e as perdas chegaram a ₫ 850 bilhões (US$ 43,3 milhão).

### Depressão tropical
O sistema não durou muito e afetou Okinawa.
A tempestade dissipou-se em 28 de agosto.

### Tempestade tropical severa Lionrock (Florita)
No início de 25 de agosto, uma área de baixa pressão formou cerca de 415 km a leste de Cagayan, Filipinas. A baixa pressão estava localizada em uma área de baixo cisalhamento vertical do vento e um ambiente favorável. Ao mesmo tempo, um cavado troposférico superior tropical (TUTT) foi localizado no leste do sistema. No dia seguinte, a perturbação começou a deslocar-se para oeste e posteriormente atravessou a ilha de Luzon mas no dia seguinte a circulação tornou-se ligeiramente desordenada devido ao ar seco. No final da tarde, a Agência Meteorológica do Japão (JMA) atualizou a perturbação para uma depressão tropical e o Joint Typhoon Warning Center (JTWC) emitiu um Alerta de Formação de Ciclones Tropicais (TCFA), que mais tarde foi atualizado para uma depressão tropical. Em 28 de agosto, o JMA atualizou o sistema para uma tempestade tropical e foi nomeado "Lionrock". Nos dias seguintes, Lionrock permaneceu quase parado no Mar da China Meridional. Em 31 de agosto, Lionrock começou a se mover lentamente para nordeste devido à interação com a tempestade tropical Namtheun. No início de 1º de setembro, Lionrock fez um efeito Fujiwhara com Namtheun, enquanto Lionrock manteve sua força enquanto Namtheun foi absorvido. Lionrock atingiu a costa leste da província de Guangdong, na China, ao norte da cidade de Shantou. Em seguida, começou a se dissipar e enfraquecer em uma tempestade tropical e se moveu sobre Guangzhou, capital de Guangdong. Lionrock logo perdeu sua intensidade ao passar por Guangdong e, em 3 de setembro, a tempestade se transformou em uma área de baixa pressão. As perdas econômicas totais na China foram calculadas em CNY 441 milhões (US$ 65,1 milhões).

### Tufão Kompasu (Glenda)
No início de 27 de agosto, uma área de baixa pressão formada cerca de 305 km a leste da Ilha Yap. Naquela época, o sistema estava desorganizado devido ao alto cisalhamento vertical do vento. No dia seguinte, o sistema começou a se mover para noroeste e cruzou a ilha de Guam. Na noite daquele dia, o sistema foi localizado a cerca de 370 km a noroeste de Guam. Naquela época, o sistema apresentava baixo cisalhamento vertical do vento e estava localizado em um ambiente favorável. Um vale troposférico superior tropical (TUTT) foi localizado a leste do sistema. Naquela época, a Agência Meteorológica do Japão (JMA) atualizou o sistema para uma depressão tropical. Ao meio-dia de 29 de agosto, o Joint Typhoon Warning Center (JTWC) emitiu um Alerta de Formação de Ciclones Tropicais (TCFA) no sistema, pois o Centro de Circulação de Baixo Nível havia se organizado. Na manhã do mesmo dia, o JTWC anunciou que o sistema havia se transformado rapidamente em uma tempestade tropical e atribuiu a designação "08W". A intensificação continuou, então ao meio-dia de agosto Em 30 de janeiro, o JMA informou que a depressão se intensificou em uma tempestade tropical e atribuiu-lhe a designação internacional de "Kompasu". Além disso, a PAGASA também anunciou que a baixa pressão no nordeste de Batanes havia se formado e atribuiu a ela um nome local, "Glenda". Após seis horas, o JMA informou que Kompasu havia se intensificado rapidamente em uma forte tempestade tropical. Ao mesmo tempo, o JTWC também elevou o Kompasu a uma categoria 1 tufão. No dia seguinte, Kompasu cruzou a ilha de Okinawa e rapidamente se intensificou em categoria 2 equivalente a tufão. Em 1 de setembro, Kompasu foi atualizado pelo JTWC como uma categoria 3 equivalente ao tufão, tornando-se o terceiro tufão mais forte da temporada na época.
A tempestade mais tarde enfraqueceu para uma categoria 1 no Mar Amarelo, antes de desviar para o nordeste e atingir a ilha de Ganghwa, a noroeste de Incheon e Seul, matando pelo menos quatro pessoas. Kompasu foi a tempestade tropical mais forte a atingir a área metropolitana de Seul em 15 anos. Kompasu enfraqueceu para uma tempestade tropical sobre o Mar do Japão em 2 de setembro. Em toda a sua vida, matou um total de 29 pessoas.

### Tempestade tropical Namtheun
Em 27 de agosto, uma extensa nuvem se formou nas águas a leste de Taiwan. Em 28 de agosto, evoluiu para uma baixa pressão. Às 18:00, perto das Ilhas Yaeyama, a Agência Meteorológica do Japão elevou a baixa pressão para uma depressão tropical. Houve dois ciclones tropicais se desenvolvendo em ambos os lados de 09W (ou seja, Lionrock e Kompasu), e o tufão Kompasu teve uma intensidade relativamente mais forte, fazendo com que 09W se movesse para o sudoeste para o Estreito de Taiwan. Essa depressão tropical permaneceu no leste de Taiwan por mais de um dia. Em 30 de agosto, causou fortes chuvas no norte de Taiwan. O Central Weather Bureau de Taiwan só poderia emitir um alerta de depressão tropical, uma vez que não havia se tornado uma tempestade tropical. Às 20:00, 09W de repente se intensificou em uma tempestade tropical e foi nomeada Namtheun. No entanto, devido ao desenvolvimento de outra tempestade tropical mais forte, Lionrock, no Mar da China Meridional, o aumento da intensidade de Namtheun foi difícil. Nas horas da noite de 31 de agosto, Namtheun enfraqueceu em uma depressão tropical ao norte do Estreito de Taiwan, depois continuou a se mover do sul para o sudoeste e contornou a costa sul da província de Fujian. Ele continuou a enfraquecer e finalmente se transformou em baixa pressão ao longo da costa de Huian, Guangdong. No início de 1º de setembro, Lionrock fez um efeito Fujiwhara com Namtheun, enquanto Lionrock manteve sua força enquanto Namtheun foi absorvido por Lionrock e se dissipou totalmente no início de 1º de setembro.

### Depressão tropical
No final de 28 de agosto, o Centro de Furacões do Pacífico Central informou que uma área de baixa pressão associada a um distúrbio tropical havia se desenvolvido cerca de 1,600 km (1,000 mi) ao sudoeste de Honolulu, no Havaí. Tempestades isoladas estavam se desenvolvendo em associação com a pequena circulação de baixo nível. Durante o dia seguinte, o distúrbio moveu-se para o oeste e mudou-se para o oeste do Pacífico, onde o JMA imediatamente o designou como uma depressão tropical. Esperava-se que a depressão trouxesse mau tempo para Majuro e atóis próximos, embora o sistema tenha enfraquecido significativamente antes de atingir a área. A depressão se dissipou completamente no final de 31 de agosto

### Tempestade tropical severa Malou (Henry)
Malou começou como uma depressão tropical vagando pelo Pacífico Ocidental. Mudou-se para a Área de Responsabilidade das Filipinas e recebeu o nome de Henry. Permaneceu em depressão por dois dias antes de se fortalecer em uma tempestade tropical e receber o nome de Malou. Malou flutuou sobre as ilhas de Okinawa e se tornou uma forte tempestade tropical. Depois de passar pelas ilhas de Okinawa, esperava-se que Malou chegasse à ilha de Jeju; em vez disso, virou para nordeste e pousou na Ilha de Tsushima como uma tempestade tropical em 7 de setembro. Em seguida, moveu-se ao longo da costa de Honshū e fez outro pouso perto de Tsuruga, Fukui Prefecture, Japão em 8 de setembro. Após o segundo landfall, Malou enfraqueceu em uma depressão tropical sobre a província de Shizuoka. No entanto, ele permaneceu na região de Kantō e causou fortes chuvas na área da Grande Tóquio até a transição para uma baixa polar em 10 de setembro.
Na costa nordeste da China, uma plataforma de petróleo foi atingida em um ângulo de 45 graus por grandes ondas produzidas pela tempestade tropical Malou. A forte inclinação enviou 32 trabalhadores ao mar, embora 30 deles tenham sido rapidamente resgatados. No Japão, Malou produziu chuvas recordes, ultrapassando 100 mm por hora, resultando em inundações repentinas severas. Vários rios transbordaram e inundaram áreas próximas. Algumas pontes foram destruídas; no entanto, nenhuma perda de vida ocorreu. As chuvas também puseram fim a uma das ondas de calor mais quentes e longas da história do Japão. A sudoeste de Tóquio, cerca de 10 000 pessoas foram aconselhadas a evacuar suas casas devido à ameaça de perigosas enchentes e deslizamentos de terra.

### Tempestade tropical severa Meranti
No início de 6 de setembro, o JMA informou que uma depressão tropical havia se formado cerca de 330 km ao sudeste de Taipei, Taiwan. Mais tarde naquele dia, o JTWC começou a monitorar o sistema e relatou que a depressão tinha um centro de circulação de baixo nível desorganizado que tinha queima de convecção sobre ele e estava localizado em um ambiente favorável de diminuição do cisalhamento vertical do vento e altas temperaturas da superfície do mar. Durante o dia seguinte, à medida que a depressão se movia em direção a Taiwan, o sistema tornou-se melhor organizado com um alerta de formação de ciclone tropical emitido mais tarde naquele dia. Na manhã de 9 de setembro, o JMA transformou o ciclone em uma tempestade tropical e foi nomeado Meranti. Depois que Meranti foi atualizado para uma tempestade tropical, continuou a se mover para o norte no Estreito de Taiwan. Nas primeiras horas de 10 de setembro, o Meranti pousou na cidade de Shishi, Quanzhou, província de Fujian, China. Ele continuou a se mover para o norte em direção ao interior de Fujian. Na noite de 10 de setembro, o JMA rebaixou Meranti para uma depressão tropical.
Em Hong Kong, uma violenta tempestade associada a Meranti produziu um recorde de 13.102 relâmpagos em uma hora. Vários arranha-céus foram atingidos por raios, resultando em cinco incidentes de pessoas que ficaram presas em elevadores paralisados. Chuvas torrenciais, superiores 40 mm por hora desencadeou inundações repentinas e rajadas de vento de até 100 km/h foram registrados.
Na análise pós-tempestade, o JMA transformou Meranti em uma tempestade tropical severa. Na China Oriental, um total de 3 pessoas foram mortas e as perdas econômicas totais foram calculadas em CNY 800,3 milhões (US$ 118,125 milhões).

### Tufão Fanapi (Inday)
No final de 14 de setembro, o JMA informou que uma depressão tropical havia se formado a sudeste de Taiwan, e o JTWC logo o designou como 12W com o PAGASA nomeando-o Inday logo em seguida. Mais tarde naquele dia, tanto o JMA quanto o JTWC atualizaram o sistema para uma tempestade tropical e o nomearam Fanapi. Em 16 de setembro, a tempestade se intensificou em um tufão e virou para noroeste. Em 18 de setembro, Fanapi se intensificou ainda mais para um tufão de categoria 3 e se mudou direto para Taiwan. Ele atingiu o condado de Hualien no início de 19 de setembro Por causa da interação com a terra, Fanapi moveu-se para o sudoeste, novamente virou para o oeste e enfraqueceu em uma forte tempestade tropical. Depois de permanecer no interior por cerca de nove horas, Fanapi mudou-se para o Estreito de Taiwan e fez seu segundo pouso em Zhangpu em Fujian, China. No final de 20 de setembro, Fanapi enfraqueceu em uma depressão tropical sobre Guangdong, China, e se dissipou completamente no dia seguinte. A Fanapi causou US$ 1 bilhão em danos e ceifou um total de 105 vidas na China e em Taiwan.

### Tufão Malakas
Em 20 de setembro, o JTWC informou que uma depressão tropical havia se formado e a designou com 13W. Mais tarde, no mesmo dia, a depressão aumentou ligeiramente. No dia seguinte, o JMA começou a monitorar a depressão enquanto o JTWC a transformava em uma tempestade tropical. Mais tarde, no mesmo dia, o JMA o transformou em uma tempestade tropical, chamando-o de "Malakas". Em 22 de setembro, a tempestade se intensificou ainda mais e avançou em direção às ilhas japonesas. No dia seguinte, a tempestade se intensificou em uma tempestade tropical severa. O JTWC atualizou diretamente a tempestade para um tufão naquela época. Mais tarde naquele dia, o JTWC informou que o tufão enfraqueceu inesperadamente para uma tempestade tropical. No dia seguinte, a tempestade se reintensificou em um tufão de categoria 1 e se intensificou ainda mais em um tufão de categoria 2 no SSHS. A JMA também informou que o sistema se intensificou em um tufão. No dia seguinte, o JTWC relatou que a tempestade havia enfraquecido para um tufão de categoria 1 emitindo seu aviso final, enquanto o JMA anunciava a aproximação mais próxima da tempestade para o Japão. Mais tarde, o sistema fez a transição para um poderoso ciclone extratropical em 25 de setembro, que parou perto do Alasca por alguns dias, até ser absorvido por uma tempestade extratropical maior em 1º de outubro.

### Depressão tropical 14W
Em 5 de outubro, o JTWC informou que uma depressão tropical se formou a partir de uma baixa pressão no Mar da China Meridional.  A depressão atingiu a costa sem nenhum aviso, nenhum dano ou morte foi relatado naquele dia. A depressão manteve força total e não enfraqueceu à medida que avançava para o interior. No entanto, ao se aproximar do sul da China em 6 de outubro, a depressão começou a enfraquecer e o alerta final foi emitido para o sistema. O sistema continuou a enfraquecer quando atingiu o sul da China em 7 de outubro e voltou ao mar do Sul da China. Mais tarde, no mesmo dia, a depressão degenerou para a baixa remanescente. O sistema continuou à deriva no Mar da China Meridional por 4 dias. Durante esse tempo, a baixa remanescente se regenerou ligeiramente, mas não voltou a se fortalecer em uma depressão tropical, e o sistema se dissipou em 11 de outubro perto de Hong Kong.

### Depressão tropical
A 7 de outubro, a JMA tinha monitorizado brevemente uma fraca depressão tropical a vários quilómetros a leste do Japão. O sistema dissipou-se no dia seguinte, uma vez que foi absorvido por uma frente estacionária.

### Tufão Megi (Juan)
No final de 12 de outubro, JMA informou que uma depressão tropical se formou a oeste de Guam. Durante 13 de outubro, o JTWC designou a depressão tropical como 15W. Mais tarde naquele dia, o sistema se intensificou em uma tempestade tropical chamada Megi pela JMA. Em 14 de outubro, o JTWC o atualizou para um tufão, assim como o JMA no dia seguinte. Mais tarde, a PAGASA começou a emitir avisos sobre Megi e a nomeou Juan. No início de 17 de outubro, o JTWC elevou Megi a um supertufão de categoria 5 - o único supertufão em 2010 e o primeiro desde Nida em 2009. De acordo com o RSMC Best Track Data, Megi atingiu o pico de intensidade em 18Z e 00Z. Megi pousou em Luzon no início de 18 de outubro
Ao passar por Lução e chegar ao Mar do Sul da China, Megi enfraqueceu significativamente em 18 e 19 de outubro Devido ao baixo cisalhamento vertical do vento e ao bom escoamento radial, o tufão se intensificou novamente em 20 de outubro e atingiu seu segundo pico de intensidade em 21 de outubro Devido à subsidência e aumento do cisalhamento vertical do vento, Megi começou a enfraquecer em 22 de outubro Megi atingiu a costa de Zhangpu em Fujian, China e enfraqueceu para uma tempestade tropical em 23 de outubro Mais tarde naquele dia, Megi enfraqueceu ainda mais para uma depressão tropical antes de se dissipar completamente em 24 de outubro. Megi matou 69 pessoas e deixou 4 pessoas desaparecidas ou possivelmente mortas.

### Tufão Chaba (Katring)
No início de 20 de outubro, a Agência Meteorológica do Japão (JMA) transformou uma área de baixa pressão em uma depressão tropical. Mais tarde naquele dia, o JMA informou que a depressão tropical se intensificou ligeiramente. No dia seguinte, o Joint Typhoon Warning Center começou a monitorar o sistema como depressão tropical 16W. Em 23 de outubro, o sistema entrou na área de responsabilidade das Filipinas e a Administração de Serviços Atmosféricos, Geofísicos e Astronômicos das Filipinas (PAGASA) começou a monitorar o sistema como depressão tropical "Katring" Em 24 de outubro, o JMA e o JTWC atualizaram a depressão tropical em uma tempestade tropical e o JMA a chamou de "Chaba". Em 25 de outubro, o JMA atualizou ainda mais a tempestade para uma tempestade tropical severa. Mais tarde naquele dia, o JTWC atualizou a tempestade para um tufão de categoria 1. No início de 26 de outubro, o JMA atualizou ainda mais a tempestade para um tufão. No início de 27 de outubro, o JTWC atualizou o tufão para um tufão de categoria 2. No dia seguinte, o JTWC atualizou o sistema para um tufão de categoria 4, mas logo depois enfraqueceu de volta para uma categoria 3. No final de 29 de outubro, o JMA rebaixou o tufão para uma tempestade tropical severa, enquanto o JTWC o rebaixou para um tufão de categoria 1. No início de 30 de outubro, o JTWC informou que Chaba havia se transformado em um ciclone extratropical. Durante a tarde de 30 de outubro, o JMA rebaixou Chaba para um mínimo remanescente conforme passado perto do Japão. Os remanescentes de Chaba continuaram a enfraquecer rapidamente enquanto se movia lentamente para o noroeste, até que se dissipou completamente em 31 de outubro.

### Depressão tropical 17W
No início de 20 de outubro, a Agência Meteorológica do Japão (JMA) transformou uma área de baixa pressão em uma depressão tropical. No final do dia seguinte, o Joint Typhoon Warning Center (JTWC) identificou o mesmo sistema como a depressão tropical 17W. Em 23 de outubro, o JTWC rebaixou a depressão para um mínimo remanescente. No início de 26 de outubro, o JMA emitiu seu aviso final sobre a depressão. No entanto, no dia seguinte, o JMA informou que o sistema havia se intensificado novamente em uma depressão tropical e reemitido avisos sobre ele, enquanto estava localizado por volta de 1400 km a sudoeste de Chiba, Japão. No entanto, mais tarde naquele dia, a depressão atingiu um mínimo remanescente, com o JMA emitindo seu aviso final sobre o sistema. Os remanescentes da depressão se dissiparam completamente no início de 28 de outubro.

### Depressão tropical
A 3 de novembro, a JMA relatou que uma depressão tropical se tinha desenvolvido numa área de ventosa vertical moderada, cerca de 500 km a nordeste da cidade de Ho Chi Minh no sul do Vietname. Durante esse dia, a depressão deslocou-se para oeste à medida que o seu centro de circulação de baixo nível se consolidava gradualmente mais, antes do JTWC emitir um Alerta de Formação de Ciclone Tropical no sistema.

### Depressão tropical 18W
A 10 de Novembro, uma zona de baixa pressão associada a um cocho de monção formado no centro do Mar do Sul da China. A 11 de Novembro, a zona de baixa pressão transformou-se numa forte onda de perturbação tropical. Durante o dia seguinte, a Agência Meteorológica do Japão (JMA) relatou que o sistema se tinha intensificado para uma depressão tropical[117] Mais tarde nesse dia, a JTWC emitiu o alerta de Formação de Ciclone Tropical para o sistema, e eventualmente, foi numerado como depressão tropical 18W. Ele fez landfall a sul de Da Nang, Vietname em 14 de novembro, e mais tarde dissipou-se nesse dia.

### Depressão tropical 19W
A 11 de Dezembro, uma zona de baixa pressão associada a um cocho de monção formado no sul do Mar do Sul da China. Mais tarde nesse dia, a zona de baixa pressão transformou-se numa forte onda de perturbação tropical. Durante o dia seguinte, o Joint Typhoon Warning Center (JTWC) relatou que o sistema se tinha intensificado em depressão tropical 19W, enquanto o JMA melhorou o sistema para uma depressão tropical. Em 13 de Dezembro, o JTWC e o JMA emitiram ambos o seu último aviso sobre depressão tropical 19W, uma vez que se dissipou completamente sobre a parte noroeste do Mar do Sul da China, sem impacto nas grandes massas de terra.

### Depressão tropical Omeka
No dia 18 de Dezembro, o CPHC iniciou perspectivas meteorológicas especiais para uma depressão subtropical localizada perto da Linha Internacional de Datas. O sistema rapidamente atravessou esta linha, e no dia seguinte a JMA classificou-a como uma depressão tropical, cerca de 2.600 km a oeste de Hilo, Hawaii. Embora a JTWC não tenha emitido um parecer sobre o sistema, observaram que se tratava de um ciclone subtropical com ventos sustentados de pelo menos 85 km/h e tinha uma pressão de 990 mbar (hPa). No entanto, existe um desacordo entre os centros de alerta sobre a natureza do sistema. Enquanto a oeste da linha da data, o CPHC referiu-se ao sistema como um ciclone tropical, enquanto o JTWC o considerou como uma perturbação subtropical. No início de 20 de Dezembro, o JTWC emitiu a sua última perspectiva climática tropical significativa sobre a depressão tropical 01C, ao atravessar a Linha Internacional da Data, de volta à bacia do Pacífico Central, passando a autoridade de monitorização do sistema para o CPHC. Durante a época da tempestade no Pacífico Central, era conhecida como tempestade tropical Omeka.

## Nomes das tempestades
Dentro do Noroeste do Oceano Pacífico, tanto a Agência Meteorológica do Japão (AMJ) e a Administração de Serviços Atmosféricos, Geofísicos e Astronômicos das Filipinas atribuem nomes a ciclones tropicais que se desenvolvem no Pacífico ocidental, o que pode resultar em um ciclone tropical com dois nomes. A RSMC Tokyo da Agência Meteorológica do Japão — O Typhoon Center atribui nomes internacionais a ciclones tropicais em nome do Comitê de tufões da Organização Meteorológica Mundial, caso eles sejam julgados como tendo ventos sustentados de 10 minutos de 65 km/h, (40 mph). Enquanto a atmosfera das Filipinas, A administração de Serviços geofísicos e astronômicos atribui nomes a ciclones tropicais que se movem ou se formam como uma depressão tropical em sua área de responsabilidade localizada entre 135°e e 115°e entre 5°N-25°N, mesmo que o ciclone tenha um nome internacional atribuído a ele. Os nomes de ciclones tropicais significativos foram retirados pela PAGASA e pelo Comitê de tufões. se a lista de nomes para a região das Filipinas ficar esgotada, então os nomes serão retirados de uma lista auxiliar da qual os primeiros dez são publicados cada temporada. Os nomes não utilizados estão marcados em cinzento.

### Nomes internacionais
Durante a temporada, 14 tempestades tropicais se desenvolveram no Pacífico ocidental e cada uma foi nomeada pela AMJ, quando o sistema foi considerado com ventos sustentados de 10 minutos de 65 km/h. A AMJ selecionou os nomes de uma lista de 140 Nomes, que foram desenvolvidos pelos 14 países membros e territórios do Comitê de tufões ESCAP/OMM. Os nomes Lionrock e Fanapi foram utilizados pela primeira vez (e apenas, no caso do Fanapi), uma vez que foi substituído de Tingting e Rananim na 2004.
| Omais    | Conson | Chanthu | Dianmu | Mindulle | Lionrock | Kompasu |
| Namtheun | Malou  | Meranti | Fanapi | Malakas  | Megi     | Chaba   |

### Filipinas
| Agaton                 | Basyang                 | Caloy                   | Domeng                  | Ester                  |
| Florita                | Glenda                  | Henry                   | Inday                   | Juan                   |
| Katring                | Luis (sem ser usado)    | Mario (sem ser usado)   | Neneng (sem ser usado)  | Ompong (sem ser usado) |
| Paeng (sem ser usado)  | Queenie (sem ser usado) | Ruby (sem ser usado)    | Seniang (sem ser usado) | Tomas (sem ser usado)  |
| Usman (sem ser usado)  | Venus (sem ser usado)   | Waldo (sem ser usado)   | Yayang (sem ser usado)  | Zeny (sem ser usado)   |
| Lista auxiliar         |                         |                         |                         |                        |
| Agila (sem ser usado)  | Bagwis (sem ser usado)  | Chito (sem ser usado)   | Diego (sem ser usado)   | Elena (sem ser usado)  |
| Felino (sem ser usado) | Gunding (sem ser usado) | Harriet (sem ser usado) | Indang (sem ser usado)  | Jessa (sem ser usado)  |

Durante a temporada, a PAGASA usou o seu próprio esquema de nomenclatura para os 11 ciclones tropicais, que se desenvolveram dentro ou se mudaram para a sua área de Responsabilidade auto-definida. os nomes foram retirados de uma lista de nomes, que tinham sido usados pela última vez em 2006 e estão programados para serem usados novamente em 2014.
Após a época, os nomes Juan e Katring foram reformados pela PAGASA, já que tinham causado mais de 300 mortes e mais de Php1 mil milhões em prejuízos. Foram subsequentemente substituídos na lista por Jose e Kanor. Contudo, em 2014, a PAGASA tinha revisto a sua lista e mudado o nome de Kanor para Karding após um feedback negativo do público.

### Nomes retirados
Durante a sua sessão anual de 2011, o Comité de Tufões ESCAP/WMO, anunciou que o nome Fanapi, seria retirado das suas listas de nomes e foi substituído pelo nome Rai. Os nomes Juan e Katring foram retirados da lista de nomes da PAGASA depois de ambos se terem tornado ciclones tropicais destrutivos sobre o país. Foram subsequentemente substituídos pelos nomes Jose e Kanor, posteriormente substituídos por Karding, quando as listas de nomes foram utilizadas a seguir em 2014.

## Efeitos sazonais
Esta tabela lista todos os ciclones tropicais que foram monitorados durante a temporada de tufões no Pacífico de 2011. As informações sobre a sua intensidade, duração, nome, áreas afetadas, provêm principalmente dos centros de alerta, enquanto os relatos de morte e danos provêm de relatórios de imprensa ou da Agência Nacional de gestão de desastres relevante e incluem qualquer impacto associado ao sistema.
| Nome                | Datas ativo                    | Classificação máxima       | Velocidade de vento sustentados | Pressão               | Áreas afetadas                                 | Danos (USD)    | Fatalidades | Refs                    |
| ------------------- | ------------------------------ | -------------------------- | ------------------------------- | --------------------- | ---------------------------------------------- | -------------- | ----------- | ----------------------- |
| 01W                 | 18–20 de janeiro               | Depressão Tropical         | 55 km/h (30 mph)                | 1,006 hPa (29.7 inHg) | Vietnam, Camboja                               | $243 000       | 3           | [ 25 ]                  |
| Omais (Agaton)      | 22–26 de março                 | Tempestade tropical        | 65 km/h (40 mph)                | 998 hPa (29.5 inHg)   | Woleai, Fais, Ulithi, Yap                      | $10 000        | Nenhum      |                         |
| TD                  | 26 de abril                    | Depressão tropical         | Não definido                    | 1,008 hPa (29.8 inHg) | Mindanao                                       | Nenhum         | Nenhum      |                         |
| TD                  | 3–5 de junho                   | Depressão tropical         | Não definido                    | 1,002 hPa (29.6 inHg) | Nenhum                                         | Nenhum         | Nenhum      |                         |
| Conson (Basyang)    | 11–18 de julho                 | Tufão forte                | 120 km/h (75 mph)               | 975 hPa (28.8 inHg)   | Filipinas, China meridional, Vietname          | $81 970 000    | 106         | [ 132 ] [ 133 ] [ 134 ] |
| Chanthu (Caloy)     | 17–23 de julho                 | Tufão forte                | 130 km/h (80 mph)               | 970 hPa (29 inHg)     | Filipinas, China meridional                    | $817 700 000   | 19          | [ 49 ]                  |
| TD                  | 18–20 de julho                 | Depressão tropical         | 55 km/h (35 mph)                | 1,004 hPa (29.6 inHg) | Japão                                          | Nenhum         | Nenhum      |                         |
| TD                  | 23–24 de julho                 | Depressão tropical         | Não definido                    | 1,008 hPa (29.8 inHg) | Taiwan                                         | Nenhum         | Nenhum      |                         |
| TD                  | 26–28 de julho                 | Depressão tropical         | 55 km/h (35 mph)                | 1,002 hPa (29.6 inHg) | Leste da China                                 | Nenhum         | Nenhum      |                         |
| Domeng              | 3–5 de agosto                  | Tempestade tropical        | 65 km/h (40 mph)                | 997 hPa (29.4 inHg)   | Norte de Lução                                 | Nenhum         | 3           | [ 135 ]                 |
| Dianmu (Ester)      | 6–12 de agosto                 | Tempestade tropical severa | 95 km/h (60 mph)                | 985 hPa (29.1 inHg)   | Coreia do Sul, Japão                           | $42 000 000    | 37          | [ 60 ] [ 58 ] [ 59 ]    |
| Mindulle            | 22–25 de agosto                | Tempestade tropical        | 85 km/h (50 mph)                | 985 hPa (29.1 inHg)   | Vietname                                       | $43 300 000    | 10          | [ 64 ]                  |
| TD                  | 26–28 de agosto                | Depressão tropical         | 55 km/h (35 mph)                | 1,004 hPa (29.6 inHg) | Nenhum                                         | Nenhum         | Nenhum      |                         |
| Lionrock (Florita)  | 27 de agosto – 4 de setembro   | Tempestade tropical severa | 95 km/h (60 mph)                | 985 hPa (29.1 inHg)   | Filipinas, Taiwan, China meridional            | $65 100 000    | Nenhum      | [ 65 ]                  |
| Kompasu (Glenda)    | 28 de agosto – 2 de setembro   | Tufão                      | 150 km/h (90 mph)               | 960 hPa (28 inHg)     | China Oriental, Coreia do Norte, Coreia do Sul | $58 300 000    | 29          | [ 136 ]                 |
| Namtheun            | 29–31 de agosto                | Tempestade tropical        | 65 km/h (40 mph)                | 996 hPa (29.4 inHg)   | Taiwan, China                                  | Nenhum         | Nenhum      |                         |
| TD                  | 30–31 de agosto                | Depressão tropical         | 55 km/h (35 mph)                | 1,008 hPa (29.8 inHg) | Nenhum                                         | Nenhum         | Nenhum      |                         |
| Malou (Henry)       | 1–10 de setembro               | Tempestade tropical severa | 95 km/h (60 mph)                | 985 hPa (29.1 inHg)   | Japão                                          | Desconhecido   | Nenhum      |                         |
| Meranti             | 7–10 de setembro               | Tempestade tropical severa | 100 km/h (65 mph)               | 985 hPa (29.1 inHg)   | Taiwan, China Oriental                         | $118 125 000   | 3           | [ 75 ]                  |
| Fanapi (Inday)      | 14–21 de setembro              | Tufão muito forte          | 175 km/h (110 mph)              | 930 hPa (27 inHg)     | Taiwan, China                                  | $1 004 710 000 | 105         | [ 137 ] [ 138 ] [ 139 ] |
| Malakas             | 20–25 de setembro              | Tufão muito forte          | 155 km/h (100 mph)              | 945 hPa (27.9 inHg)   | Japão                                          | Nenhum         | Nenhum      |                         |
| 14W                 | 5–10 de outubro                | Depressão tropical         | 55 km/h (35 mph)                | 1,006 hPa (29.7 inHg) | China meridional                               | $14 900 000    | Nenhum      |                         |
| TD                  | 7–8 de outubro                 | Depressão tropical         | Não definido                    | 1,012 hPa (29.9 inHg) | Nenhum                                         | Nenhum         | Nenhum      |                         |
| Megi (Juan)         | 12–24 de outubro               | Tufão violento             | 230 km/h (145 mph)              | 885 hPa (26.1 inHg)   | Filipinas, Taiwan, China                       | $709 000 000   | 69          | [ 140 ] [ 141 ] [ 142 ] |
| 17W                 | 20–27 de outubro               | Depressão tropical         | 55 km/h (35 mph)                | 1,004 hPa (29.6 inHg) | Nenhum                                         | Desconhecido   | Nenhum      |                         |
| Chaba (Katring)     | 20–31 de outubro               | Tufão muito forte          | 175 km/h (110 mph)              | 930 hPa (27 inHg)     | Japão                                          | Menor          | Nenhum      |                         |
| TD                  | 3–4 de novembro                | Depressão tropical         | 55 km/h (35 mph)                | 1,006 hPa (29.7 inHg) | Vietname                                       | Nenhum         | Nenhum      |                         |
| 18W                 | 12–14 de novembro              | Depressão tropical         | 55 km/h (35 mph)                | 1,004 hPa (29.6 inHg) | Vietnam, Laos, Tailândia                       | Desconhecido   | Nenhum      |                         |
| 19W                 | 12–13 de dezembro              | Depressão tropical         | 55 km/h (35 mph)                | 1,002 hPa (29.6 inHg) | Vietname                                       | Nenhum         | Nenhum      |                         |
| Omeka               | 19–20 de dezembro              | Depressão tropical         | 55 km/h (35 mph)                | 998 hPa (29.5 inHg)   | Nenhum                                         | Nenhum         | Nenhum      |                         |
| Totais da temporada |                                |                            |                                 |                       |                                                |                |             |                         |
| 29 sistemas         | 18 de janeiro – 20 de dezembro |                            | 230 km/h (145 mph)              | 885 hPa (26.1 inHg)   |                                                | $2 955 358 000 | 384         |                         |